# Societate cu răspundere limitată
Als Societate cu răspundere limitată (Abkürzung Srl oder S.r.l.) bezeichnet man eine rumänische Rechtsform einer Kapitalgesellschaft, die mit der GmbH oder der Limited Liability Company vergleichbar ist. Wegen der geringen Mindesteinlage von nur 200 RON (ca. 40 Euro) steht sie inhaltlich der Limited Liability Company oder der Unternehmergesellschaft (haftungsbeschränkt) deutlich näher, obwohl man ihren Namen mit ‚Gesellschaft mit beschränkter Haftung‘ übersetzen könnte.